# Eddy Hilberts
Eddy Hilberts (* 23. Oktober 1948 in Groningen) ist ein niederländischer Musikproduzent und Interpret.
Viele Titel der niederländischen Popgruppe Pussycat, darunter der Welthit „Mississippi“ (geschrieben von Werner Theunissen) wurden von Eddy Hilberts produziert. Er war Aufnahmeproduzent vieler Interpreten, darunter der Blue Diamonds, der Kelly Family und Robert Long. Beim Eurovision Song Contest 1982 erreichte sein für die Gruppe „Stella“ produzierter Titel „Si tu aimes ma musique“ den 4. Platz für Belgien. Er produzierte außerdem schon mehrere Hits für den „Marinechor der Schwarzmeerflotte“, Remo Frankello und andere.
1986 spielte er unter dem Namen Sensus eine Single für Perry Rhodan ein: More Than A Million Lightyears From Home.
Darüber hinaus landete er als Interpret eigener Werke (unter Pseudonymen) mehrere Erfolge in deutschen und österreichischen Charts. Seit 2005 tritt er unter dem Künstlernamen Eddy Holland auf. Mit „Wo ist mein Weizenbier?“ landete er 2007 einen Faschingshit.